# Suy tuyến cận giáp
Suy tuyến cận giáp là giảm chức năng của tuyến cận giáp với sự sản xuất kém của hormone tuyến cận giáp. Điều này có thể dẫn đến lượng calci trong máu thấp, thường gây ra chuột rút, co giật cơ bắp hoặc tetany (co thắt cơ bắp không tự nguyện), và một số triệu chứng khác. Tình trạng này có thể được di truyền lại nhưng nó cũng gặp phải sau phẫu thuật tuyến giáp hoặc phẫu thuật tuyến cận giáp, và nó có thể được gây ra bởi tổn thương liên quan đến hệ thống miễn dịch cũng như một số nguyên nhân hiếm gặp hơn. Chẩn đoán bệnh được thực hiện với các xét nghiệm máu và các nghiên cứu khác như xét nghiệm di truyền tùy thuộc vào kết quả. Việc điều trị suy tuyến cận giáp bị hạn chế bởi thực tế là không có dạng chính xác của hormone có thể được dùng thay thế. Tuy nhiên, teriparatide, tên thương hiệu Forteo, một peptide sinh học cho hormone tuyến cận giáp, có thể được đưa vào cơ thể bằng cách tiêm. Thay thế calci hoặc vitamin D có thể làm giảm các triệu chứng nhưng có thể làm tăng nguy cơ sỏi thận và bệnh thận mãn tính.
Đây là một bệnh di truyền do gen trội định vị trên nhiễm sắc thể giới tính X gây nên, là bệnh di truyền liên kết giới tính theo phương thức gen trội liên kết X.

## Dấu hiệu và triệu chứng
Các triệu chứng chính của suy tuyến cận giáp là kết quả của mức calci trong máu thấp, gây cản trở sự co cơ và dẫn truyền thần kinh bình thường. Do đó, những người bị suy tuyến cận giáp có thể bị dị cảm, cảm giác ngứa ran khó chịu quanh miệng và ở tay và chân, cũng như chuột rút cơ bắp và co thắt nghiêm trọng được gọi là " tetany " ảnh hưởng đến bàn tay và bàn chân. Nhiều người cũng đã báo cáo một số triệu chứng chủ quan như mệt mỏi, đau đầu, đau xương và mất ngủ. Đau bụng với chuột rút có thể xảy ra. Khám sức khỏe với người bị hạ calci máu có thể cho thấy tetany, nhưng cũng có thể kích thích tetany của cơ mặt bằng cách chạm vào dây thần kinh mặt (một hiện tượng được gọi là dấu hiệu của Chvostek) hoặc bằng cách sử dụng vòng bít của máy đo huyết áp để tạm thời máu chảy đến cánh tay (một hiện tượng được gọi là dấu hiệu của tetany tiềm ẩn của Trousseau).
Một số trường hợp khẩn cấp y tế có thể phát sinh ở những người có mức calci thấp. Đây là những cơn co giật, bất thường nghiêm trọng trong nhịp tim bình thường, cũng như co thắt phần trên của đường thở hoặc đường dẫn khí nhỏ hơn được gọi là phế quản (cả hai đều có khả năng gây suy hô hấp).

## Chẩn đoán
Chẩn đoán bằng cách đo calci, albumin huyết thanh (để điều chỉnh) và PTH trong máu.
Nếu cần thiết, đo cAMP (AMP tuần hoàn) trong nước tiểu sau khi dùng liều PTH tiêm tĩnh mạch có thể giúp phân biệt giữa suy tuyến cận giáp và các nguyên nhân khác.